# خوان باتیستا اسنار کابانس
خوان باتیستا اسنار کابانس (انگلیسی: Juan Bautista Aznar-Cabañas؛ ۱۸۶۰ – ۱۹ فوریه ۱۹۳۳) سیاست‌مدار اهل اسپانیا بود. وی از ۱۸ فوریه ۱۹۳۱ تا ۱۴ آوریل ۱۹۳۱ نخست‌وزیر این کشور بود.
وی همچنین برندهٔ جوایزی همچون نشان پشم زرین شده‌است.